# Aeschynomene podocarpa
Aeschynomene podocarpa är en ärtväxtart som beskrevs av Julius Rudolph Theodor Vogel. Aeschynomene podocarpa ingår i släktet Aeschynomene och familjen ärtväxter. Inga underarter finns listade i Catalogue of Life.